# 佐藤欣子
佐藤 欣子（さとう きんこ、1934年4月26日 - 2008年12月24日）は、日本の弁護士、法学者、評論家、秀明大学元教授。東京生まれ。旧姓斎藤。夫は政治学者の佐藤誠三郎、息子は評論家の佐藤健志。

## 来歴
父駒之助は郵政省に勤め、杉並郵便局長、鶴見郵便局長などを務めた。1948年母ツネ子が死去。
欣子は、
- 1953年 - 東京教育大学附属中学校・高等学校（現在の筑波大学附属中学校・高等学校）を、第一回の女子卒業生として卒業。
- 1957年 - 東京大学法学部在学中に司法試験に合格。
- 1958年 - 東京大学法学部を卒業。司法修習生時代に、東大で同級生だった佐藤誠三郎（東大助手、のち東大教授）と本郷の古本屋で再会し、1963年9月1日に結婚
- 1960年 - 検事任官。

東京地方検察庁、横浜地方検察庁を経て東京高等検察庁勤務。ハーバード大学研究員、国連アジア犯罪防止研修所次長、内閣総理大臣官房参事官、1981年退官し弁護士となる。
- 1989年 - 第15回参議院議員通常選挙の比例区に自民党公認（名簿20位）で出馬も、落選。
- 2008年12月24日 - 肺炎のため74歳で死去。

## 著書
- 『横浜地検における起訴猶予者に対する更生保護事件について』（法務総合研究所、1965年）
- 『取引の社会 アメリカの刑事司法』（中公新書、1974年）
- 『閻魔と女神 日本とアメリカ・二つの正義考』（PHP研究所、1979年）
- 『女は風のなかで』（中央公論社、1986年）
- 『お疲れさま日本国憲法』（ティビーエス・ブリタニカ、1991年）
- 『正論を生きる』（立花書房、2001年）

## 翻訳
- 『警察官の意識と行動 民主社会における法執行の実態』J・H・スコールニック（東京大学出版会、1971年）